# Владигеров проток
Владигеров проток (66°17′17″ ю. ш. 66°54′35″ з. д. / 66.288056° ю. ш. 66.909722° з. д.) е проток между островите Лавоазие и Крог в архипелаг Бискоу, Антарктика. Наименуван е в чест на българския композитор Панчо Владигеров на 21 октомври 2013 г.

## Описание
Дължината на протока е 5,8 km по направление югозапад – североизток, ширината му е 1,05 km. В най-тясната част на протока се намира остров Владигеров, който е с дължина 420 m и ширина 150 m, разположен е по направление югозапад – североизток.

## Картографиране
Британско картографиране на залива от 1976 г.

## Карти
- British Antarctic Territory. Scale 1:200000 topographic map. DOS 610 Series, Sheet W 66 66. Directorate of Overseas Surveys, UK, 1976.
- Antarctic Digital Database (ADD). Scale 1:250000 topographic map of Antarctica. Scientific Committee on Antarctic Research (SCAR). Since 1993, regularly upgraded and updated.